# Шахгільдян Арам Ованесович
Арам Ованесович (Оганесович) Шахгільдян (16 січня 1897, село Астапат Нахічеванського повіту Еріванської губернії, тепер Азербайджан — січень 1948, місто Москва, тепер Російська Федерація) — вірменський радянський діяч, відповідальний секретар Еріванського міського комітету КП(б) Вірменії, відповідальний секретар Архангельського окружного комітету ВКП(б)

## Життєпис
Народився в родині селянина-середняка. У 1916 році закінчив духовну семінарію в Тифлісі. У 1917 році навчався у вірменській духовній академії Геворкян в Ечміадзині, закінчив перший курс.
Член РСДРП(б) з березня 1917 року.
З березня по грудень 1917 року працював у редакціях газет «Пайкар (Боротьба)», «Соціал-демократ» у Тифлісі та «Кавказский рабочий» у Баку.
У січні — квітні 1918 року — член революційного комітету, редактор газети «Сухумська правда» у місті Сухум (Абхазія).
З квітня по червень 1918 року — боєць, агітатор червоного партизанського загону в Сочі, Туапсе і Майкопі.
У червні — грудні 1918 року — комісар із вірменських справ Народного комісаріату національностей РРФСР у містах П'ятигорську та Владикавказі.
З грудня 1918 по квітень 1919 року хворів на тиф, лікувався в місті Сочі та селі Лоо Сочинського округу.
Потім переїхав до Грузії. З травня по серпень 1919 року перебував у в'язниці Тифлісу. Був інструктором Закавказького крайового комітету РКП(б) у Тифлісі.
У вересні 1919 — травні 1920 року — член Сухумського окружного комітету РКП(б), вчитель у місті Сухум та в селі Лемса Сухумського округу.
У травні — серпні 1920 року — інструктор Тифліського губернського комітету РКП(б).
З серпня по листопад 1920 року — редактор газети «Коммунист» у місті Баку.
У листопаді 1920 — січні 1921 року — голова Діліжанського повітового революційного комітету Вірменської РСР.
З січня по лютий 1921 року — надзвичайний комісар по боротьбі із контрреволюцією по Шаруро-Даралагезькому повіті Вірменської РСР. З лютого по квітень 1921 року — політрук гаубичної батареї комуністичного загону на Камарлинському фронті.
У травні — липні 1921 року — голова Ечміадзинського повітового революційного комітету Вірменської РСР.
У липні — жовтні 1921 року — заступник народного комісара внутрішніх справ Вірменської РСР.
У жовтні 1921 — лютому 1923 року — голова Александропольського повітового революційного комітету і голова виконавчого комітету Александропольської повітової ради Вірменської РСР.
У лютому — жовтні 1923 року — заступник народного комісара землеробства Вірменської РСР.
У жовтні 1923 — серпні 1924 року — голова виконавчого комітету Еріванської повітової (міської) ради Вірменської РСР.
У січні 1924 — серпні 1927 року — відповідальний секретар Еріванського міського комітету КП(б) Вірменії.
Одночасно 4 грудня 1925 — 6 липня 1927 року — член Секретаріату ЦК КП(б) Вірменії.
У вересні 1927 — жовтні 1929 року — слухач Курсів марксизму при ЦВК СРСР у Москві.
У жовтні 1929 — квітні 1930 року — інструктор Івановського Промислового обласного комітету ВКП(б).
З травня по серпень 1930 року — відповідальний секретар Архангельського окружного комітету ВКП(б).
З серпня 1930 по серпень 1932 року — завідувач відділу кадрів, завідувач розподільного відділу Північного крайового комітету ВКП(б) в Архангельську.
У вересні 1932 — травні 1933 року — слухач історико-партійного Інституту червоної професури в Москві, закінчив перший курс.
У травні 1933 — жовтні 1935 року — начальник кадрів, начальник молочно-мс'ясного сектору політичного управління Народного комісаріату зернових та тваринницьких радгоспів СРСР.
У жовтні 1935 — червні 1936 року — завідувач сектору легкої промисловості промислового відділу ЦК ВКП(б).
У 1936—1937 роках — відповідальний секретар виконавчого комітету Ленінградської обласної ради.
У 1940—1941 роках — старший інспектор Народного комісаріату зернових та тваринницьких радгоспів СРСР.
З жовтня 1941 по 1942 рік служив у Червоній армії учасник німецько-радянської війни: інструктор із партійно-масової роботи політичного відділу 130-ї стрілецької дивізії РСЧА, комісар батареї 59-го окремого винищувально-протитанкового дивізіону на Північно-Західному та Прибалтійському фронтах. Був поранений, перебував на лікуванні, демобілізований.
У 1943—1944 роках — старший інспектор Народного комісаріату зернових та тваринницьких радгоспів СРСР.
У 1944—1946 роках — заступник директора Видавництва літератури іноземними мовами в Москві.
З вересня 1946 року — персональний пенсіонер республіканського значення в Москві.
Помер у січні 1948 року. Похований на Новодівочому цвинтарі Москви.

## Звання
- батальйонний комісар
- капітан